# La Palomera

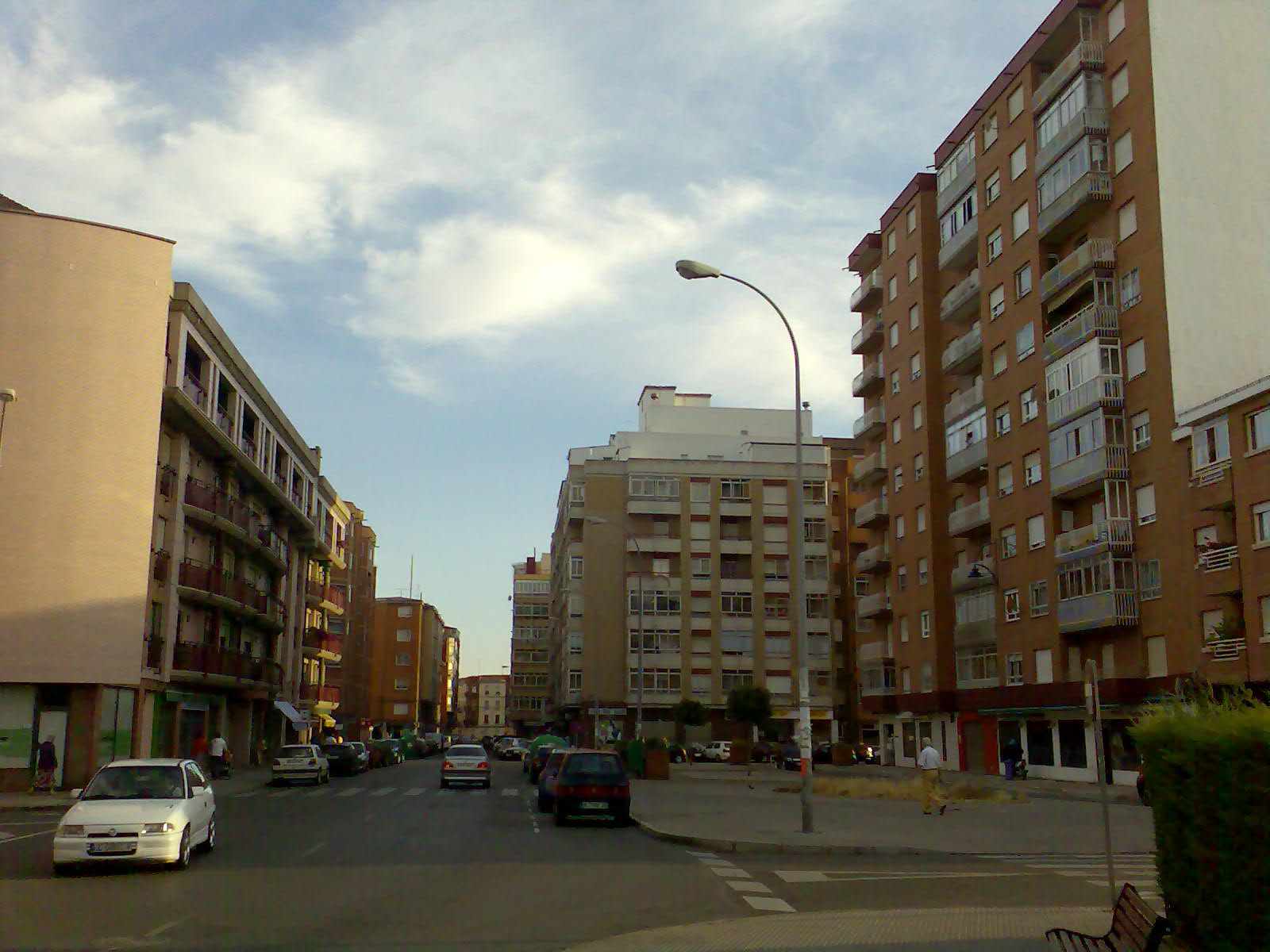
Avenida de San Juan de Sahagún, en el barrio de La Palomera, León.

La Palomera es un barrio de la ciudad de León. Está situado en la parte norte de la ciudad relativamente cerca del campus de Vegazana, donde está la Universidad de León. Precisamente y debido a esa cercanía al campus universitario y a que también hay un instituto y un colegio público, el barrio está muy habitado por estudiantes, especialmente universitarios.
El barrio ha experimentado un gran crecimiento con construcciones de varios bloques de pisos, de un hotel, de varios supermercados cerca del campus y de una nueva iglesia.
Recientemente se ha abierto tanto un centro de salud como un polideportivo cubierto en los últimos años en el barrio.
- Datos: Q5964636